# ブリュール (バーデン)
ブリュール (ドイツ語: Brühl) は、ドイツ連邦共和国バーデン＝ヴュルテンベルク州ライン＝ネッカー郡に属する町村（以下、本項では便宜上「町」と記述する）。人口約14,300人を擁する町で、総人口240万人のライン＝ネッカー大都市圏の一角をなす。
1157年に初めて文献に記録されたブリュールは、長らくシュパイアー司教領およびプファルツ選帝侯領に属した。初めはライン川沿いの農村から発展し、ロールホーフと合併し、20世紀にはマンハイムの衛星都市となって、多くの住民がマンハイムへ通っている。町の名前はケルト語起源で、水辺の牧草地を意味する。この町は2001年以降負債を抱えていない。

## 地理

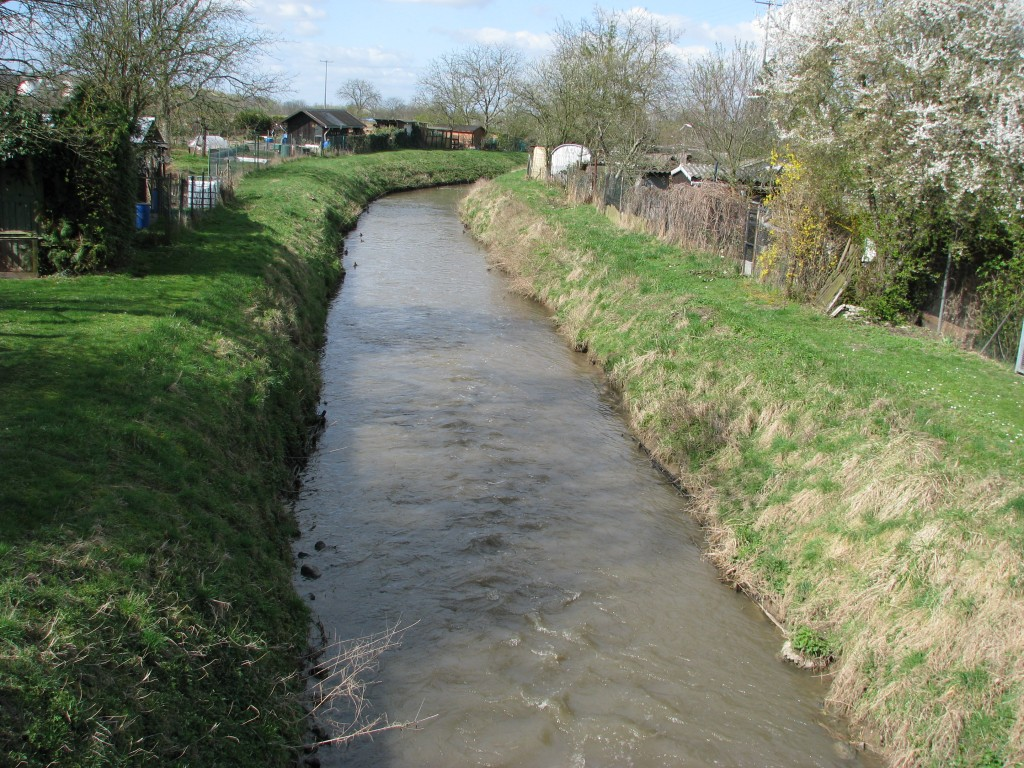
ブリュールを流れるライムバッハ川

### 位置
ブリュールは、ブリュール地区とロールホーフ地区からなる。ライン＝ネッカー地方の中心部、バーデン＝ヴュルテンベルク州の北西部に位置し、ライン川沿いにラインラント＝プファルツ州と境を接する。400haの広さを持つ半島状のコラーインゼル（コラー島）は、ブリュールに属しており、これはライン左岸には珍しいバーデン＝ヴュルテンベルク州の土地である。クライヒガウから流れ下ったライムバッハ川が町を東西に流れ、ライン川に合流する。
ブリュールの北側は、直にマンハイムと境を接している。東には、シュヴェツィンゲン、南にはケッチュが位置する。コラーインゼルは、ラインラント＝プファルツ州のアルトリップ、ヴァルトゼー、オッターシュタットと接している。マンハイム以外にも3つの主要都市から遠くない位置にある。ハイデルベルクは10km東、シュパイアーは11km南西、ルートヴィヒスハーフェン・アム・ラインは11km北西にあたる。

### 地質学と自然状況
主な居住地域は、オーバーライン地溝帯の河岸段丘上の高台に位置する。西側は、何世紀もの間に変化したライン川の川筋が刻みつけた数mの深さのライン川の氾濫原となっている。東側はネッカー扇状地の支脈に至る。これら三つの地形は、いずれも第四紀に形成されたものである。20世紀には堆積した礫の採取が行われ、これにより多くの人工湖が形成された。北部の河床には完新世のローム質の土地があり、南部とコラーインゼルは、ローム質と砂が混ざった、土壌指数86以下（0から100の数値で、小さいほど砂質、大きいほど粘土質）の土地である。ライムバッハ川周辺の河岸段丘は土壌指数70以下の砂とローム質が混ざった土地である。北部の高台は、砂と砂利の上に主に更新世の砂が積もった土地である。
ライン川沿いに広がる、シュヴェツィンガー・リートヴィーゼンやバッコーフェン・リートヴィーゼンは、数多くの様々に異なった特徴を持つビオトープを形作っていることで自然保護の観点から高い環境上の意義をもつ。これらの他に、残りのライン川の湿地帯やコラーインゼルを加え、自然保護地域に指定されている。水辺の森はコラーインゼル周辺の狭い帯状の地域とライン川対岸にもわずかにある。
町域は、1019ha以上の広さがある。その30%が居住地あるいは交通用地、48%が農業用地、10%が水面、9%が森林である
。

### 気候
気候は65%が海洋性気団の影響を受け、このため風も西向きが主である。西をハールト、東はオーデンヴァルトに挟まれたオーバーライン地溝に護られた地形は気候を大変に温和なものにしている。最も近いマンハイムの気象台の1971年から2000年までの平均気温は10.5℃、平均年間降水量は668mmである。最も暖かいのは7月の19.9℃、最も寒いのは1月の1.8℃である。盛夏には30℃を越える日も珍しくはない。最も降水量が多いのは7月、最も乾燥しているのは2月である。
| 1971–2000年のマンハイムにおける平均月間気温と降水量 \| \| 1月 \| 2月 \| 3月 \| 4月 \| 5月 \| 6月 \| 7月 \| 8月 \| 9月 \| 10月 \| 11月 \| 12月 \| \| \| \| 気温（℃） \| 1.8 \| 2.7 \| 6.6 \| 10.0 \| 14.8 \| 17.6 \| 19.9 \| 19.5 \| 15.4 \| 10.2 \| 5.2 \| 2.9 \| 平均 \| 10.5 \| \| 降水量 (mm) \| 40 \| 38 \| 46 \| 48 \| 73 \| 74 \| 83 \| 49 \| 56 \| 54 \| 55 \| 53 \| 計 \| 668 \| |     |     |     |      |      |      |      |      |      |      |      |      |      |      |
| | 1月 | 2月 | 3月 | 4月  | 5月  | 6月  | 7月  | 8月  | 9月  | 10月 | 11月 | 12月 |      |      |
| 気温（℃） | 1.8 | 2.7 | 6.6 | 10.0 | 14.8 | 17.6 | 19.9 | 19.5 | 15.4 | 10.2 | 5.2  | 2.9  | 平均 | 10.5 |
| 降水量 (mm) | 40  | 38  | 46  | 48   | 73   | 74   | 83   | 49   | 56   | 54   | 55   | 53   | 計   | 668  |

## 歴史

### 町の名前
ブリュールの名前は、Bruoweleから時代とともに Bruwel、Bruel、Priel、Brielと変化した。19世紀になってはじめて、Brühlが町の名として一貫して用いられるようになった。この言葉は、中高ドイツ語で「水辺の放牧地」の意味であり、ケルト語に由来する。
ロールホーフは、初めRorheimまたはRohrheimとして文献に記述されている。16世紀に、「Röhricht（葦原）の家」に由来する Rohrhofと名前が変わった。

### 先史時代
ブリュール町域の考古学的出土品は、氷河時代にまで遡ることが証明されている。人の手が加わった道具やその破片としては新石器時代の物が出土している。1906年と1997年には青銅器時代初期の墓が発掘されている。その後の時代の出土品も多く発見されている。
1世紀にローマ帝国がライン川に攻め込み、ライン川西岸のライン=ネッカー地区は皇帝ヴェスパシアヌスの時代にその版図に組み込まれた。ブリュール付近には多くのローマ街道が敷設された。南北にはラーデンブルクからブリュールを経由し、ハルトヴァルトを抜けてシュヴェツィンゲンに至る街道が通じていた。また考古学的な出土品は発見されていないが、文献にはイタリアからイギリスに至る広域街道がライン川右岸部分を通っていた記録が遺されている。これらの両街道と交わって東西方向には、アルトリプからライン川を渡り、ロールホーフやヴィースロッホに至る街道があった。この街道沿いのロールホーフ近郊の丘の上に木造の見張り塔が建っていた。4世紀の民族移動の時代にローマ人はこの地から撤退した。

### ロールホーフ

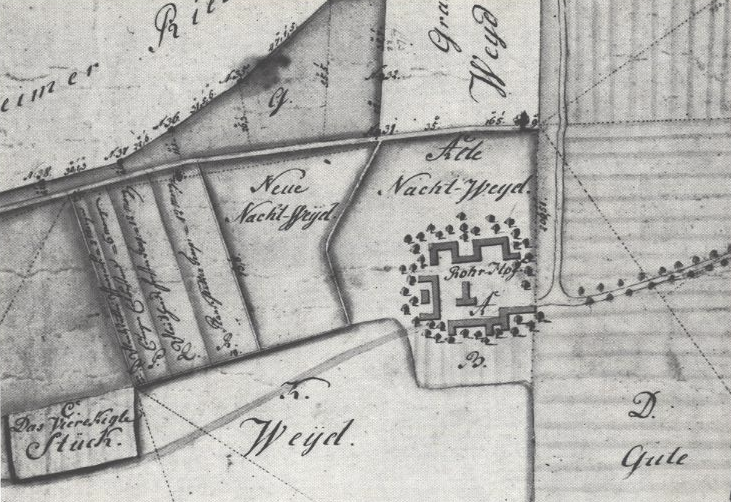
1800年頃のロールホーフ地図

ロールホーフは、976年の皇帝オットー2世からヴォルムス司教への贈与証明書において、「Rorheim」として初めて記録された。語尾の –heimは、フランク人支配の時代にこの村が創設されたことを示している。11世紀からのレーエン領主はヘンネベルク家であった。1152年にヴォルムス司教は、この村をシトー会のシェーナウ修道院に寄贈した。修道院はこの村を広大な農場に造り替えた。すなわち、大部分の家は破壊され、開墾されて大規模な農場経営管理下の農地となった。シェーナウ修道院は、ライン宮中伯家の私的な修道院であった。宗教改革に伴い、1558年にオットハインリヒ選帝侯により修道院は活動を停止され、農場や土地はプロテスタントのシェーナウ教区に貸与された。1878年まで分割されていたこの農場は、これ以後ブリュールに合併した。

### ブリュール

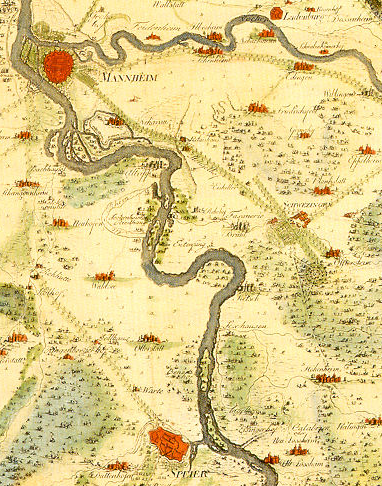
1773年頃のブリュールと周辺の地図

ブリュールが、「Bruowele」として初めて記録されたのは1157年のことで、シュパイアー司教ギュンター・フォン・ヘンネベルクが私財でブリュールを獲得し、シュパイアー司教本部にこれを贈与したという記録である。その後の所有者や領主関係は明らかではない。ブリュールの所有者あるいは権利を有した人物には、ヴィースロッホ男爵、マウルブロン修道院、ハントシュースハイム家、ジッキンゲン家、ヘルムシュタット家などがある。ハンス・フォン・ヘルムシュタットは、1432年に、彼が持つブリュールの所有部分（村の1/4相当）をプファルツ選帝侯ルートヴィヒ3世に売却した。これ以後、この村はシュパイアー司教とプファルツ選帝侯の二者が領することとなった。
1405年、シュパイアーのハントシュースハイム家はこの村の3/4をレーエンとして治めた。16世紀には残りの1/4も獲得し、これによりブリュールは全域が一つになった。1600年にハントシュースハイム家が断絶し、その後のプファルツ選帝侯とシュパイアーとの紛争含みの共同統治は1709年の条約により解消され、シュパイアー側がブリュールにおけるすべての権利を放棄した。ブリュールはプファルツ選帝侯領では、キルヒハイマー・ツェント（プファルツ選帝侯領の地域区分）に属した。
1618年、プラハ窓外投擲事件で三十年戦争がその火蓋を切った。この戦争の第一幕で、カルヴァン派のプファルツ選帝侯フリードリヒ5世はボヘミア王位を手に入れ、これにより自らの領邦を戦いの渦中に巻き込んだ。プファルツ選帝侯領の主要部分は何年にもわたって主戦場となり、皇帝軍の司令官ティリー伯とその軍勢であるスペイン領オランダ軍およびバイエルン軍が駐留を続けた。その後、この戦争は宗教戦争から覇権戦争へと性質を変え長期化していった。ブリュールは、他の近隣の村と同じく何度も所有者が入れ替わり、スウェーデン軍、オーストリア軍、フランス軍、さらには野盗化した兵士たちに悩まされた。この村は、新しい領主に替わるたびに5回も改宗を強いられた。戦いのない時にも、駐屯している兵士に対する金と食料の提供に悩まされ続けたのである。1648年に戦争が終わったとき、ブリュールの住人は15人だけであった。この村は、蹂躙され、何度も焼き払われた畑は何年にもわたって耕作されることなく、新たに作付けを行うには重い労働が必要であった。始まった再建は、そのわずか後にフランス王ルイ14世が掲げた再統合政策により頓挫した。ネーデルランド継承戦争（1672年 – 1679年）、プファルツ継承戦争（1688年 – 1697年）で、ブリュールは再び破壊された。
18世紀になると、プファルツ選帝侯 カール・フィリップは、宮廷をハイデルベルクからマンハイムに移し、夏期にはシュヴェツィンゲン城で過ごすことにした。ブリュールとそのライン沿いの湿地は宮廷社会の猟場となり、サギ猟のための区画が設けられた。選帝侯カール・テオドールは、1768年にブリュールとロールホーフの間に、継嗣カール・アウグストのためにキジの飼育場を建設した。9年後にカール・テオドールはバイエルンを相続し、宮廷機能の大部分はミュンヘンに移転した。キジ飼育場は、しばらくは営林職員の詰め所として利用されたが、すぐに放棄された。

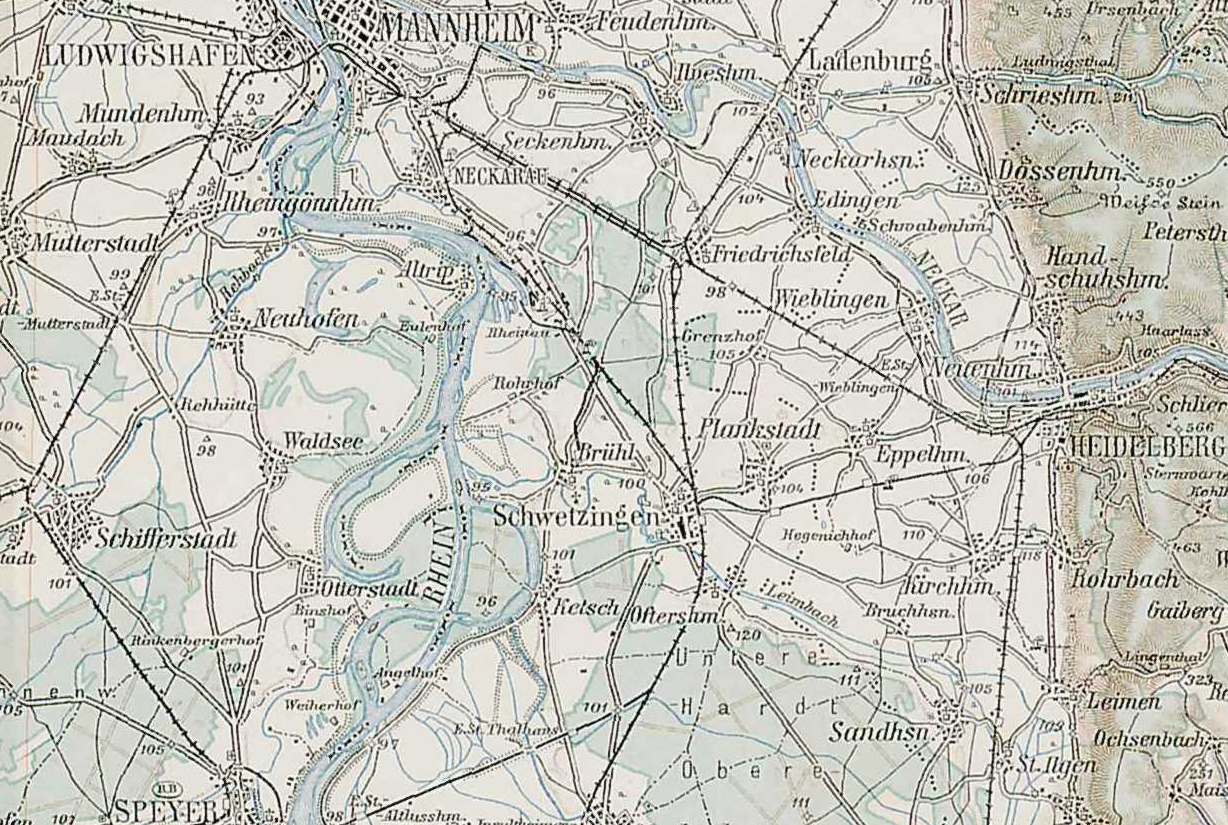
1907年のブリュール周辺地図

フランス革命後、プファルツ選帝侯はフランス革命戦争の枠組み内に置かれ、ナポレオン・ボナパルトがヨーロッパの政治地図を描き替えていった。ブリュールとロールバッハはバーデン大公領とされ、1803年の帝国代表者会議主要決議によってこれが確定した。1848年、大公領でバーデン革命が勃発した。ブリュールの村長も革命側の理想に同調し、このため政府によって公職から追放された。1848年、ブリュールとロールホーフは何十年にも及ぶ議論の末に合併した。これ以後ブリュールは、アムト・シュヴェツィンゲンに属した。その後、このアムトから1924年に、後のマンハイム郡の原型となったアムツベツィルク・マンハイム（マンハイム管区）が創設された。
政治的には、1860年代以降ブリュールでは、カトリックのウルトラモンタニズムが勢力を持ち、中央党が最大の政党であった。1912年の帝国議会選挙ではドイツ社会民主党が最も多くの票を獲得したが、1924年に中央党が再び盛り返した。ブリュールでは、民族社会主義は長らく何らの役割をも担うことなく、ヴァイマル共和政終焉直前の自治体選挙にも参加していなかった。しかし、1933年の帝国議会選挙では、NSDAPが29.6%、ドイツ共産党が29.1%の票を獲得した。

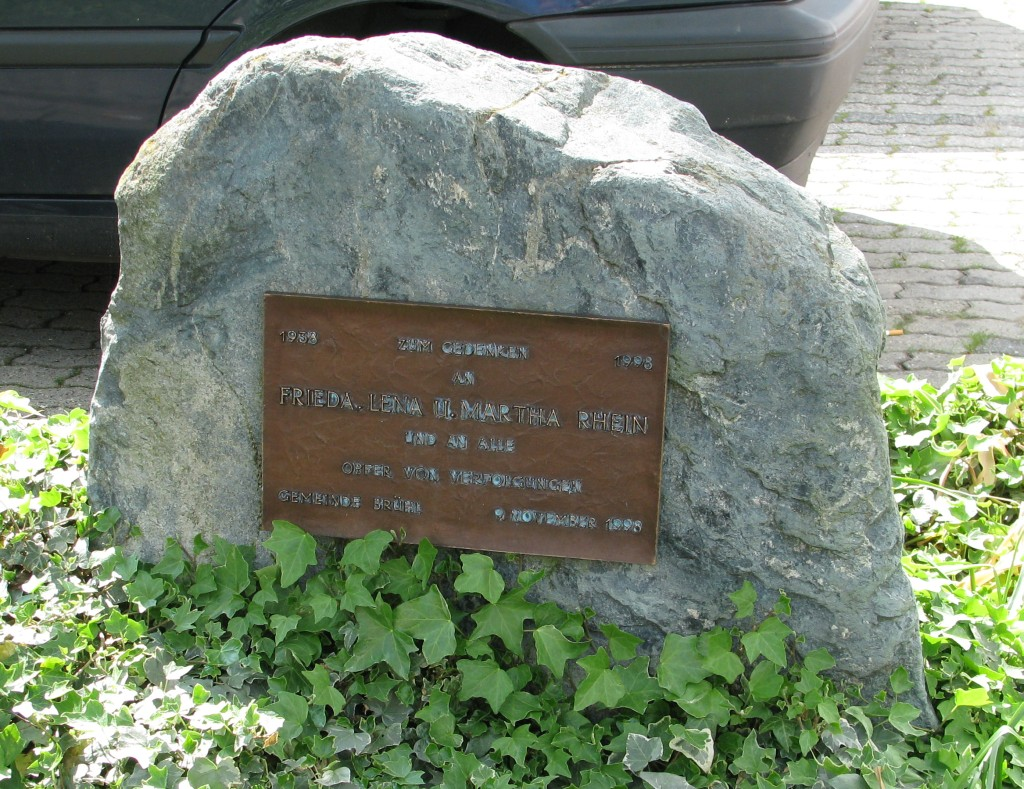
ライン家の記念碑

ユダヤ人商人のライン家は1938年に民族社会主義者による迫害の犠牲となった。会社は破壊され、家財は道路に投げ出された上、火をかけられた。この家の3人の女性たちは、家屋敷を安値で売り払い、おそらくはより安全な大都市マンハイムに移り住んだが、後にトレブリンカ強制収容所およびアウシュヴィッツ強制収容所に送られ、殺害された。第二次世界大戦中は、Schütte-Lanz社で100人以上の戦争捕虜（多くはフランス人）が強制労働に従事させられた。この戦争ではブリュールから出征した190人の兵士が亡くなり、14人の市民が飛行機からの銃撃の犠牲になった。1945年3月30日、アメリカの戦車部隊が北から戦闘のないままこの村に入った。
第二次世界大戦後、ブリュールはアメリカの管理区域に属した。バーデンは解体され、新たに創設されたヴュルテンベルク＝バーデン州の一部となった。これが1952年に他の州と合併し、バーデン＝ヴュルテンベルク州が成立した。戦争で被害を受けた建物は比較的少なかったが、
アメリカ兵による接収、あるいはマンハイムで爆撃を受けた避難民や旧ドイツ領の東プロイセンやシレジア、チェコ領であったズデーテン地方などから放逐された人々の受け容れにより、住宅難が深刻になった。そこでブリュールは新たな住宅地を造営し、公営住宅を建設した。1948年から1966年の間に1630戸の住居が建設された。これに伴い1970年代までに多くのインフラ施設が整備された。ゴミ処理施設、祝祭ホール、幼稚園、学校、プールや運動場などである。バーデン＝ヴュルテンベルク州の郡再編の時代、1973年にマンハイム郡は廃止され、ブリュールは新しく創設されたライン＝ネッカー郡に編入された。
人口増加は、それ以前よりも緩やかになり、昔策定された建設計画は町の負債を増大させていった。このため、町の中心部に行政やギムナジウムを集中させ都市権を獲得しようという計画は放棄された。すでに議決されていた計画、公民館と消防署の建設は、変更されなかった。2001年のブリュールの税収は平均以下であったが、バーデン＝ヴュルテンベルク州の人口1万人以上の自治体では6つの市町村しか達成できなかった負債のない自治体となった。2007年にこの町は850年祭を祝った。クライマックスは6月24日に行われた歴史パレードで、参加者1200人、観客は2万人であった。

### 宗教

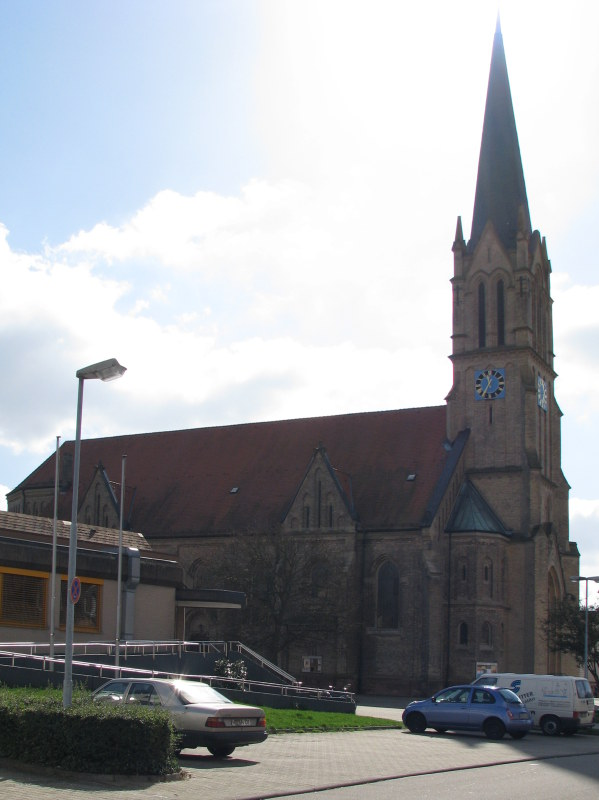
守護天使教会

ブリュールの最初の教会は現在の墓地の近くにあった礼拝堂で、1435年の文書に記録されている。教会行事はケッチュの司祭が取り仕切っていた。1453年にハントシュースハイム騎士家は私設礼拝堂を建設した。1600年にハントシュースハイム家が断絶した後、そのレーエンは、したがってブリュールの1/4は、プファルツ選帝侯領となり、プロテスタントの信仰がもたらされた。1607年にケッチュの司祭のブリュールへの立ち入りが禁止されたが、それでもブリュールの住民の2/3以上がカトリックに留まった。
| 2005年現在の宗教分布 | 2005年現在の宗教分布 | 2005年現在の宗教分布 |
| 宗派                 | 人口（人）           | 比率（%）            |
| -------------------- | -------------------- | -------------------- |
| カトリック           | 5,923                | 41.82                |
| プロテスタント       | 4,238                | 29.93                |
| その他               | 49                   | 0.35                 |
| 無宗派               | 3,951                | 27.90                |

1707年にプファルツ選帝侯領で発効した教会分離令は、ひどく老朽化した教会をプロテスタントのものとして認めた。1752年にカトリック教会は独自の教会堂を建設し、1779年からシュヴェツィンゲンのフランシスコ修道士により通常の礼拝を執り行った。世俗化によりこの修道院が廃止されると、ミサも中止されたが、1852年からはシュヴェツィンゲンから助任司祭が派遣され、再開された。19世紀の終わりに、この教会は老朽化のため取り壊され、保護天使教会が建設された。1903年にブリュールは独自の教区に昇格し、1956年からはロールホーフに支部教会を持つようになった。1905年にはブリュールの住民の4/5がカトリック信者であったが、第二次世界大戦後の流入・流出でその比率は低下した。1961年には61%、2005年には42%の住民がカトリック信者であった。この教会組織は、フライブルク大司教区のヴィースロッホ主席司祭区に属す。
プロテスタントの教会組織は、1610年にシュヴェツィンゲンからもたらされた。老朽化した教会は1772年に簡素な木造建築に建て替えられたが、1825年には早くも解体された。この小さなプロテスタント教会組織は、1888年にやっと、再び教会堂を建設することができた。1904年ブリュールのプロテスタント組織は牧師補により運営されていたが、その7年後にはケッチュ（1968年まで）とロールホーフを管轄下に置く独立した教区に昇格した。プロテスタント信者の比率は第二次世界大戦後に29%ほどに増加した。この教会は、バーデン・プロテスタント地方教会の南部クアプファルツ教会区に属している。

### 人口推移
ロールホーフは、何百年もの間、一つの荘園からなっていた。三十年戦争後に最初の分割相続がなされ、これ以後四分割、八分割されていった。19世紀には分割が加速し、住民はこれに応じて増加していった。ブリュールとの合併後、特に隣接するマンハイムの工業化によって人口は飛躍的に増加した。
昔のブリュールの住民たちもまた、貴族領主に伴い、長い間に小さいながらも村の基本的な構造を形作っていった。工業化、第二次世界大戦後の難民受け容れや、自動車を通勤に使う都会からの人々の流入などによって1875年から1961年の間に人口は約564%増大し、当時のマンハイム群に属す市町村の中で最大の人口増加を示した。さらに、その後から1990年代までに人口はほぼ倍近くに達した。新しい住宅地が造成され、ロールホーフとブリュールの古い集落は互いに融合する形となった。この住宅地はマンハイムのライナウ区とも隙間なく接している。2006年の外国人比率は8.2%である。

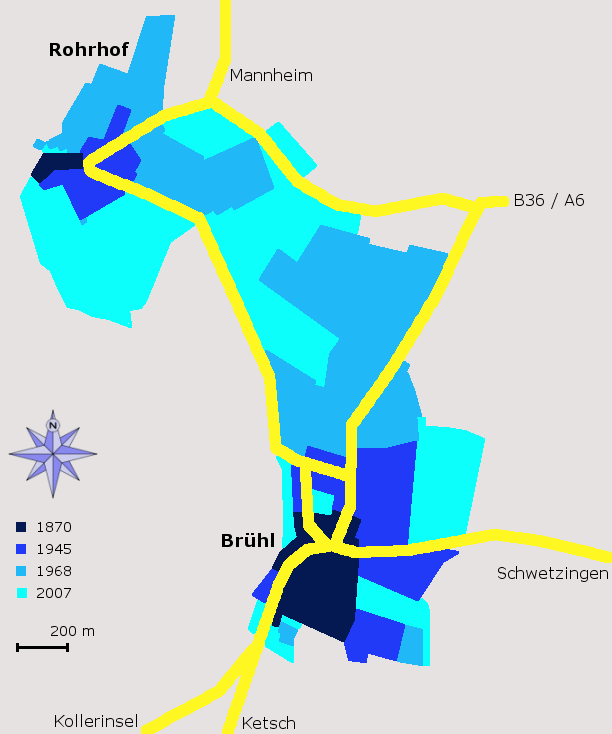
ブリュールおよびロールホーフの居住地域の広がり

| 人口推移 | 人口推移     | 人口推移   | 人口推移 |
| 年       | ロールホーフ | ブリュール | 計       |
| -------- | ------------ | ---------- | -------- |
| 1652     |              | 35         |          |
| 1727     |              | 100        |          |
| 1777     | 66           | 221        | 287      |
| 1834     | 68           | 460        | 528      |
| 1852     | 57           | 783        | 840      |
| 1875     | 91           | 1,085      | 1,176    |
| 1925     |              |            | 3,459    |
| 1939     |              |            | 4,314    |
| 1950     |              |            | 5,448    |
| 1961     |              |            | 7,807    |
| 1967     |              |            | 9,724    |
| 1970     |              |            | 10,849   |
| 1976     |              |            | 11,967   |
| 1991     |              |            | 13,835   |
| 1995     |              |            | 14,077   |
| 2000     |              |            | 14,004   |
| 2005     |              |            | 14,399   |
| 2010     |              |            | 14,159   |
| 2015     |              |            | 13,941   |

## 行政

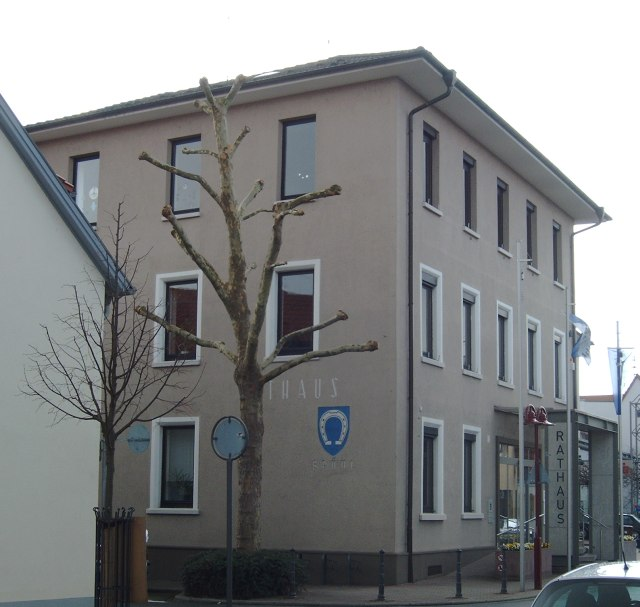
ブリュールの町役場

### 議会
ブリュールの議会は22議席からなり、5年ごとに選挙が行われる。これに首長が議長として加わる。次回の選挙は2009年に行われる予定である。第二次大戦以後、ほとんどCDUが第1党になっている。

### 首長
首長は、1998年以降、ラルフ・ゲックである。2006年の選挙で、彼にはさらに8年の任期が与えられた。
第二次世界大戦後の首長を列記する。
- 1945年 – 1948年: ヴィルヘルム・ケスラー (CDU)
- 1948年 – 1973年: アルフレート・ケルバー (FDP)
- 1973年 – 1982年: ゲルハルト・シュトラットハウス (CDU)
- 1982年 – 1998年: ギュンター・レッファート (CDU)
- 1998年 - : ラルフ・ゲック (SPD)

### 紋章
図柄: 青地に銀の馬の蹄鉄。

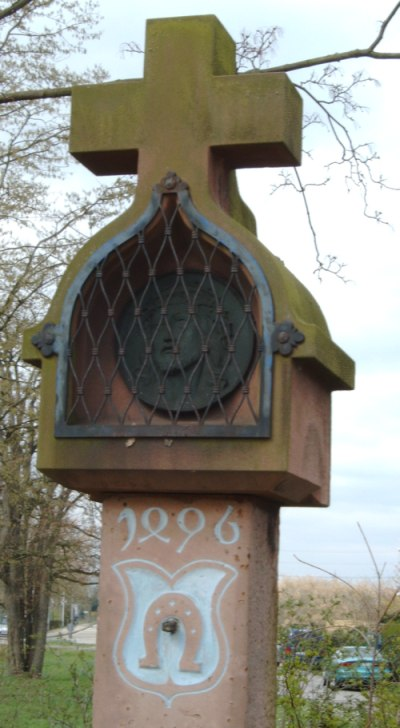
初めて蹄鉄の図案が用いられた路傍のキリスト像

蹄鉄は、1496年に初めて路傍のキリスト像に用いられている。後に、この図案は町の印章にも現れる。この紋章は、1911年にバーデンのゲネラルランデスアルヒーフに公式に認可された。白と青の配色は領主プファルツ選帝侯のヴィッテルスバッハ家に由来する。
旗は白 – 青で、1960年にバーデン＝ヴュルテンベルク州内務省の認可を得た。

### 友好都市
- Ormesson-sur-Marne（フランス、ヴァル＝ド＝マルヌ県）1977年
- ヴァイクスドルフ（ドイツ、1999年からはドレスデンの市区）1993年
- Dourtenga（ブルキナファソ）1997年

## 文化と見所

### コラーインゼル

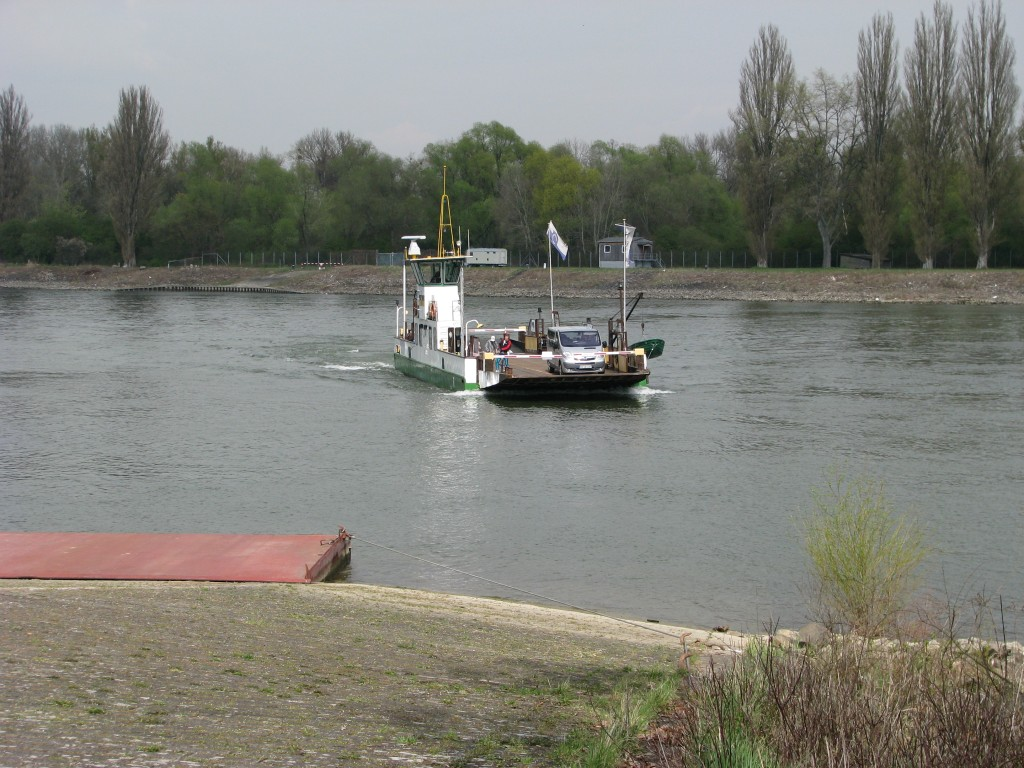
コラーインゼルの渡し船

400haの広さを持つコラーインゼルは、ツラのプランに基づくライン川の直線化により生まれた。1833年に始まった工事は1845年に完了した。この工事で形成された島は、条約によりライン川左岸側はバイエルンに、右岸側はバーデンに属した。コラーインゼルも、最初1839年にはバイエルン領となったが、早くもその1年後には、ライン川右岸にあったゲルマースハイム城塞と交換で、バーデン領となった。1835年以降、渡し船がブリュール本土との間のライン川で運航されている。
その後、旧ライン川の川筋が埋め立てられ、コラーインゼルは半島となった。1938年にこの一帯は風致保護地区に指定された。2005年にはライン川沿いの住民を洪水から守るため610,000m3の蓄水量を持つ遊水池が建設された。古い農場は撤廃され、盛り土の上に乗馬場が造られた。コラーインゼルは、キャンプや水遊びのできる近郊保養地として利用されている。

### 建築
ブリュールの町役場は、人口が約900人となった1866年に建設された。人口増加に伴って、1925年、1955年、1975年、1991年と4回、大規模な増改築工事が行われている。

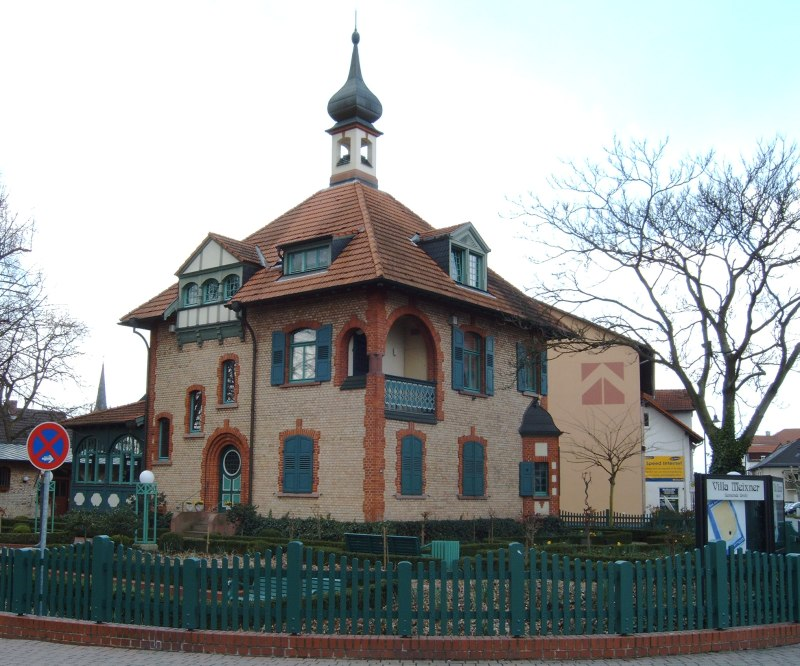
マイクスナー邸

マイクスナー邸は、1899年の建築。ユーゲントシュティール様式のこの邸宅は、かつてのこの町の首長アルベルト・エーダーによって建設されたが、早くも1906年にはマイクスナー家に売却された。1956年にブリュールの町が買い上げ、社会的弱者のための住宅として用いられた。1988年にこの邸宅は近代化され、その後文化センターとして利用されている。1998年以降、2階にはヨーロッパ各地からのコレクションからなる私立のユーゲントシュティール＝アール・デコ博物館がある。この建物は、展示会、講演会、寄席や結婚式などに利用されている。建物は、彫刻庭園とアンサンブルをなしている。
カトリックの保護天使教会はネオゴシック様式の建築で、1899年に献堂された。身廊には、最大1240席が設けられる。西側には高さ51mの長方形の塔があり、東側は六角形を半分にした形の内陣につながっている。内部は何度も改装された。現在は、1971年に造られた28レジスター、2016本のパイプを持つオルガンが備えられている。アンボは秘蹟の祭壇や祭礼の祭壇と同じく1985年に、「十字架の道行き」は1989年に設けられた。

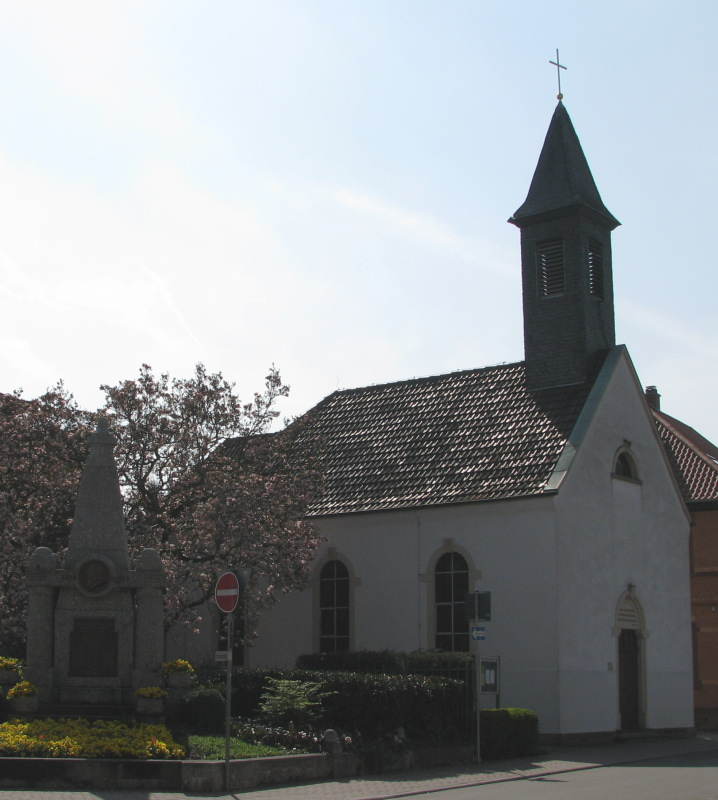
プロテスタント教会と在郷軍人記念碑

1888年建造のプロテスタントの教会堂は、はじめ礼拝堂として設計された。現在の外観は1957年の改築によってもたらされたもので、このとき高さ20mの塔と内陣室が設けられた。内部には9つのレジスターを持ち、トーマス・フェルトマンが装飾を施した1965年製のヴァルッカー・オルガンが備えられている。

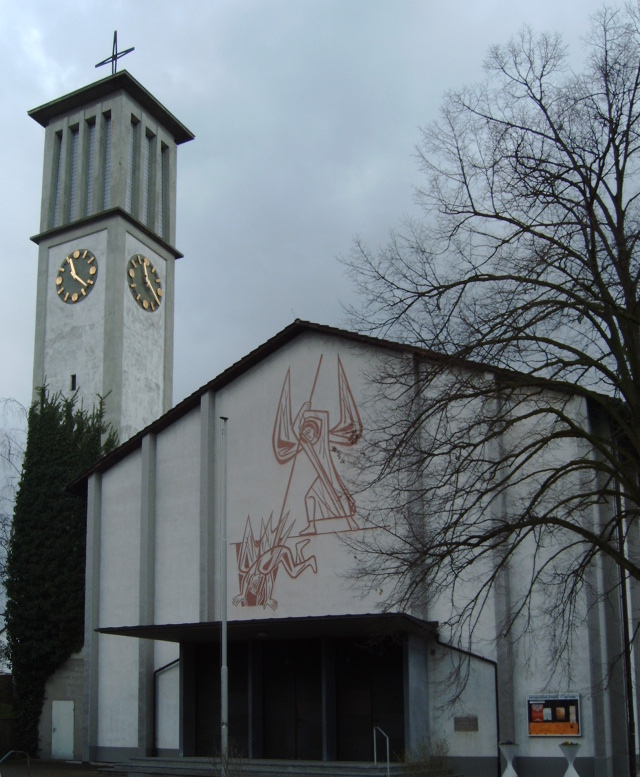
ロールホーフの聖ミヒャエル教会

ロールホーフの聖ミヒャエル教会は1956年に建設された。長方形のこの建物の外壁にはスグラフィット技法の壁絵が描かれている。正方形の平面を持つ高さ25mの塔には、その頂上に高さ3mの十字架が掲げられている。内部には、正面に保護天使教会由来の十字架が修復され取り付けられており、1965年製の20レジスターのオルガンが設備されている。
プロテスタント教会は、その組織センターと祝祭ザールを1996年に簡素な木造建築で建設した。2001年に鐘楼と7レジスターのオルガンが建設された。

### 音楽
1889年に創設されたブリュール音楽協会は、2003年に100人以上の優秀な音楽家を様々なレベルの6つのアンサンブル（ブリューラー・ゾリステン、シンフォニック・ブラスオーケストラ、ユーゲントブラスオーケストラ、エレメンタールブラスオーケストラ、ブレーザーAG、ブレーザーフィルハーモニー・ライン＝ネッカー）に分けて活躍するブリュール・ブラスアカデミーの試みをスタートさせた。音楽協会、ブリュール青年音楽学校、学校、自治体、企業、メディアの協力により、ブリューラー・ブラスアカデミーは、数年と経たないうちにライン＝ネッカー地域のブラス音楽の中心的役割を果たすまでになった。

### 余暇

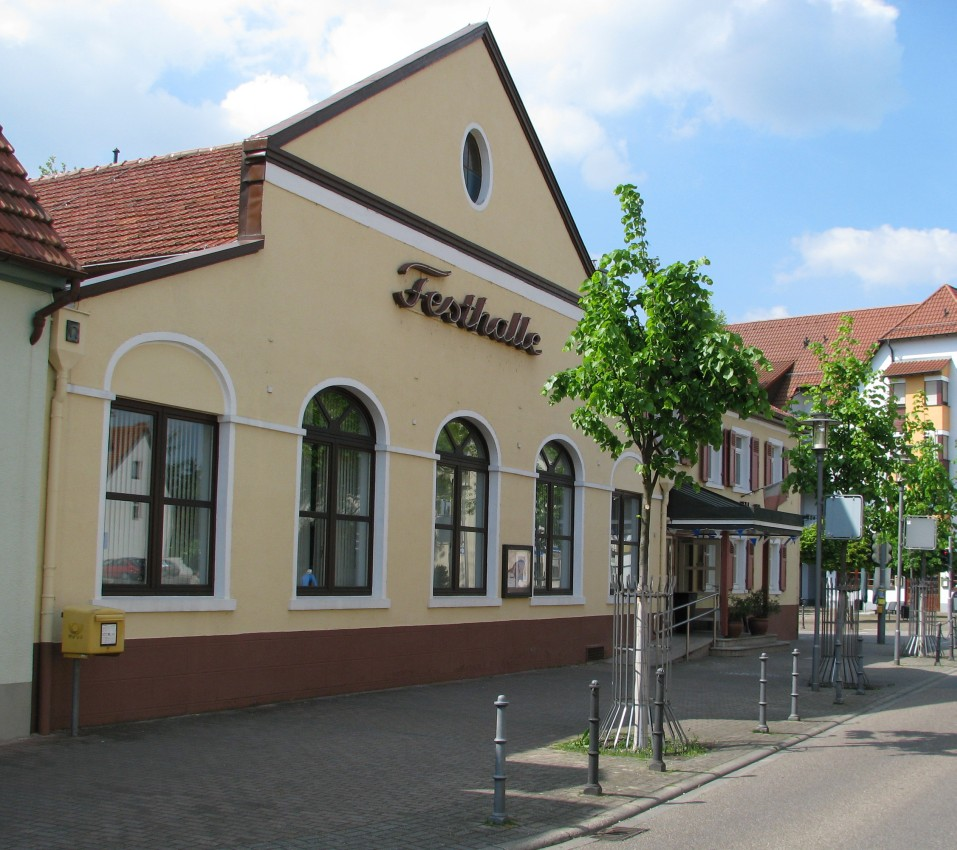
祝祭ホール

屋外プールは1963年に開業し、1986年に大改築が行われた。体験プール、飛び込み台、長さ67mのウォータースライダーなどがあり、近隣の市町村の住民たちも訪れる。この他、ブリュールには、屋内プール（1973年開業）、レンナースヴァルトの青少年センター、祝祭ホールがある。
大きな年中行事としては、ブリュールの街道教会祭り、ロールホーフの夏祭り、両地区の漁業祭りがある。

### スポーツ
会員数の多いスポーツクラブは、TVブリュール（体操、ハンドボール、卓球、バレーボール）、FV 1918ブリュール（サッカー、陸上競技）、SVロールホーフ1921（サッカー、体操、陸上競技）である。

## 経済と社会資本

### 経済
ブリュールの住民は、昔は農業で生計を立てていた。1840年に初めてレンガ工場が造られた。その後、近隣で拡大するマンハイムでの需要に応えるために、1890年には7つのレンガ工場が操業していた。第一次世界大戦後、このうち5つは活動を維持できなかった。残る2つは1960年代に閉鎖された。工業化の時代、多くのブリュール住民たちは、マンハイムで操業している企業、特にライナウ港に働きにでた。
1909年カール・レンツはブリュールにLuftschiffbau Schütte-Lanz（シュッテ＝レンツ飛行船会社）を設立した。ここで建造された飛行船は、ツェッペリン社にとってドイツ最大のライバルであった。ヴェルサイユ条約締結後、飛行船工場は1922年に閉鎖されたが、得られた経験は木材加工分野に活かされた。この企業は、板張りに特化した企業として2007年までブリュールに存続した。
400人以上の従業員が働くブリュール最大の雇用主は工場・プロセスオートメーション製品を製造している企業HIMAである。ブリュールの住民の90%以上が近隣の都市、マンハイム、ルートヴィヒスハーフェン、ハイデルベルクに職場があり、毎日通勤している。

### 交通
1905年にライナウからラインタール鉄道の支線がブリュールまで敷設され、7年後にはケッチュまで延長された。1966年にはこの路線とブリュール駅は廃止された。現在は、ライン=ネッカー・バス交通がマンハイム、シュヴェツィンゲン、ケッチュへのバス路線を運行している。ブリュールはライン=ネッカー交通連盟のサービス提供地域に属している。
1960年代以降、ブリュールの東を連邦アウトバーンA6号線が通っている。マンハイム/シュヴェツィンゲン・インターチェンジから直接アクセスできる。この道路は連邦道B36号線と交差する。この連邦道は、マンハイム中心部と南のカールスルーエ方面を結んでいる。アウトバーンと平行に走る州道L599号線は1991年に開通した。この道路はブリュールとケッチュを直接結んでいる。

### メディア
Schwetzinger Zeitungは、ブリュールの住民向けに地方版を発行している。行政広報紙 Brühler Rundschauが、毎週金曜日にNussbaum Medienから無料で各世帯に提供される。
2006年からテレビ放送 Regionaler-Informations-Kanal Brühlが運営されている。RIKブリュールはデジタルケーブルテレビとインターネットを通じて配信され、約1時間ごとに繰り返し、地方の話題を放送している。

### 教育
ブリュールには4種類の学校がある。基礎課程学校、職業実科課程を併設した本課程学校、実科学校と青少年音楽学校である。

## 人物

### ゆかりの人物
- シュテフィ・グラフ（1969年 - ）テニス選手。同世代で最高の女子テニス選手であった。彼女はテニスプレイヤーとしてのキャリアのほぼ全時期をブリュールで暮らし、この町の名を有名にした。この功績により1988年に名誉町民に選ばれている。

## 引用と脚注
1. ↑  Statistisches Landesamt Baden-Württemberg – Bevölkerung nach Nationalität und Geschlecht am 31. Dezember 2023 (CSV-Datei)
2. ↑  バーデン=ヴュルテンベルク州環境・測量・自然保護局
3. ↑  バーデン＝ヴュルテンベルク州統計局、2004年12月31日現在
4. ↑  Kreisbeschreibung Bd. 1, S. 54
5. ↑  www.klimadiagramme.de
6. ↑  Heimatbuch, S. 18
7. ↑  Die Kunstdenkmäler des Landkreises Mannheim: Ohne Stadt Schwetzingen, S. 41
8. ↑  Schwetzinger Zeitung 2006年3月6日付け
9. ↑  Katholische Kirchengemeinde Brühl
10. ↑  Kreisbeschreibung Bd. 3, S. 447
11. ↑  Statistisches Landesamt Baden-Württemberg
12. ↑  Herwig John, Gabriele Wüst: Wappenbuch Rhein-Neckar-Kreis. Ubstadt-Weiher 1996, ISBN 3-929366-27-4, S. 41
13. ↑  Eugen Seyfried: Heimatgeschichte des Bezirks Schwetzingen. Ketsch 1926, S. 353
14. ↑  Ursula Kohl: Museumsführer Rhein-Neckar-Kreis. Schwetzingen 1995, ISBN 3-87742-101-6
15. ↑  Brühler Bläserakademie
16. ↑  Ludwig Friedrich: Der Schütte-Lanz-Luftschiffbau in Mannheim. In: Mannheimer Geschichtsblätter Neue Folge Bd. 6/1999. Ubstadt-Weiher, ISBN 3-89735-129-3, S. 265
17. ↑  Pressemitteilung IG Metall Mannheim 2007年9月13日
18. ↑  Statistisches Landesamt Baden-Württemberg, Stand: 2006年6月30日